# Tibetrapphöna
Tibetrapphöna (Perdix hodgsoniae) är en asiatisk bergslevande fågel i familjen fasanfåglar inom ordningen hönsfåglar.

## Kännetecken

### Utseende
Tibetrapphöna är en 28-31 cm lång hönsfågel med mycket distinkta teckningar på huvud och nacke: vitt på panna, haka, strupe, krage och ögonbrynsstreck, tygel och örontäckare svarta och hjässan brun. Nacken är roströd och undersidan ljus med täta roströda och svarta tvärgående band.

### Läten
Lätet som vanligen hörs på morgonen är ett skallrande "scherrrrreck- scherrrrreck" medan ett gällt "chee chee chee" hörs i flykten.

## Utbredning och systematik
Tibetrapphöna delas in i tre underarter med följande utbredning:
- Perdix hodgsoniae sifanica – förekommer från östra Tibet till väst-centrala Kina
- Perdix hodgsoniae caraganae – förekommer från östra Kashmir till östligaste Tibet
- Perdix hodgsoniae hodgsoniae – förekommer i Himalaya (västra Nepal, Assam och östra Tibet)

## Status och hot
Arten har ett stort utbredningsområde och en stor population med stabil utveckling och tros inte vara utsatt för något substantiellt hot. Utifrån dessa kriterier kategoriserar internationella naturvårdsunionen IUCN arten som livskraftig (LC). Världspopulationen har inte uppskattats men den beskrivs som ganska vanlig till lokalt mycket vanlig.

## Levnadssätt
Tibetrapphöna hittas på bergssluttningar och högbelägna alpängar med dvärgväxande en och rhododendron, vanligtvis mellan 3600 och 4250 meter, men har noterats ända upp 5600 meters höjd på sommaren. Vintertid rör den sig till omkring liggande ökenslätter och formar flockar med upp till tio till 15 fåglar. När den störs lyfter den och flyger en kort sträcka på rundade vingar. Födan är i princip okänd, men tros inta olika sorters frön och insekter. Den har noterats födosöka i närheten av jakherdar.

### Häckning
I mitten av mars bildar fågeln monogama par. Boet utgörs av en fördjupning i marken, oftast fodrad med gräs. Där lägger den åtta till tio brunbeige ägg i maj och juni.

## Namn
Fågelns vetenskapliga artnamn hedrar Brian Houghton Hodgson (1800-1894), engelsk diplomat, etnolog och naturforskare boende i Nepal 1833-1844.